# Ares (Marvel Comics)
Ares es un personaje ficticio, una deidad que aparece en los cómics estadounidenses publicados por Marvel Comics. El personaje se basa en el dios griego del mismo nombre. Apareció por primera vez en Thor (volumen 1) # 129 (junio de 1966) y fue creado por Stan Lee y Jack Kirby. Ares ha aparecido comúnmente como un enemigo de Thor y Hércules y protagonizó su propia serie homónima en 2006.
Ares, el dios griego de la guerra, fue representado inicialmente como un villano en el Universo Marvel, oponiéndose a Thor, Hércules y los Vengadores. Al principio su influencia en la Tierra fue menos directa ya que creó una organización conocida como los "Warhawks" y los usó para crear la guerra en la Tierra.
En 2006, el personaje fue refundido para no ser un villano, sino más bien un antihéroe que simplemente vivió para la batalla, cualquier batalla. Fue agregado a la lista de los Vengadores como uno de sus "pegadores fuertes" y se mostró a sí mismo con su propio códice de "Honor de los Guerreros" y no con el villano de una dimensión que había sido retratado como en el pasado. Más tarde se uniría a los Vengadores Oscuros de Norman Osborn, creyendo que podía usar sus poderes de forma adecuada. Durante la historia del asedio, Ares es asesinado por Sentry, quien literalmente lo destroza. Él más tarde es traído de la muerte.

## Historial de publicaciones
Ares apareció por primera vez en Thor # 129, 1966, escrito por Stan Lee y dibujado por Jack Kirby. A menudo aparece como villano en tanto Thor y Los Vengadores en los siguientes 30 años.
Ares, una serie limitada de 5 ediciones, escrita por Michael Avon Oeming y dibujado por Travel Foreman, se publicó en 2006 y se centra en el personaje. Desde el lanzamiento de la miniserie, Ares ha sido retratado como un antihéroe.
Después de la Guerra Civil de superhéroes, Ares fue invitado a unirse a los Poderosos Vengadores oficial patrocinado por S.H.I.E.L.D., dirigido por Tony Stark, y apareció en ese título. Fue uno de los dos únicos miembros que permanecieron en el equipo luego de que Norman Osborn tomara la posición de Stark, como parte de la historia de Dark Reign y apareciera en la primera serie de Vengadores Oscuros durante toda su carrera. Posteriormente, Ares protagonizó una miniserie de Dark Avengers: Ares, de tres temas, escrita por Kieron Gillen. Apareció como un personaje regular en Dark Avengers serie del número 1 (marzo de 2009) hasta el momento de su muerte en la serie limitada de Siege.
Ares protagonizó posteriormente uno de tres ediciones de Dark Avengers: Ares miniserie escrita por Kieron Gillen. Apareció como personaje regular en la serie Dark Avengers del primer número (marzo de 2009) hasta el momento de su muerte en serie limitada de Siege. Después de la cancelación de los Dark Avengers al final de la historia Siege, es programado para aparecer en otra serie corta, Axe salvaje de Ares.
Durante la historia "Chaos War", Ares aparece una sola vez en la serie de comics de una edición Chaos War: Ares.

## Biografía del personaje
Ares es el hijo de Zeus y es el dios olímpico de la guerra.Ares se deleitó en la guerra y el combate en todas sus formas, sin preocuparse por los bandos ni las víctimas, apoyando a Troy en la guerra de Troya. Ares ha odiado a Hércules desde que este mató a las mascotas de Ares, las monstruosas aves de Stymphalian, y su odio aumentó cuando notó que Hércules era favorecido por su padre, mientras que fue rechazado por su comportamiento brutal. Además de su odio, es que en los tiempos modernos, la guerra es rechazada, mientras que Hércules todavía es amado por las masas, a pesar de su propia historia de muerte y destrucción. Cuando los romanos tomaron la adoración de los dioses griegos y los renombraron, Ares es también la deidad de Marte.
Después de que Zeus permitió el cese de la adoración de los dioses griegos / romanos, Ares insatisfecho guardaba un profundo rencor e intentaba derrocar al Olimpo más de una vez. Se negó a luchar contra Plutón en nombre de Hércules, y en su lugar ayudó a Plutón. Hércules se asoció con el dios asgardiano Thor para derrotar a Ares, lo que llevó a la retirada de Ares. Ares luchó en un duelo con Hércules, formando una alianza con la Encantadora para hacer de Hércules su esclava y aliada contra los Vengadores usando agua de la fuente de Eros, lo que llevó a Hércules a ser exiliado del Olimpo durante un año.
Ares organizó la guerra de los halcones, en la que los sátiros causaban violencia entre los humanos, y con la ayuda de los sátiros luchó contra los Vengadores. Envió a Kratos y Bia a capturar a Hércules. Después de aliarse con la Encantadora una vez más, utilizó la espada de ébano del Caballero Negro para apagar la llama de Prometeo y conquistar el Olimpo, convirtiendo a todos los olímpicos en cristal, aunque el semidiós Hércules no se transformó, fue desterrado a la Tierra con amnesia, al haber sido brutalmente golpeado por los secuaces: los Titanes Amarillo-con cresta de Ares, flotando entre el Olimpo y la Tierra durante seis días y seis noches. Ares envió a los semidioses, Kratos y Bia, a atrapar a Hércules, y a pesar de los esfuerzos de los Vengadores Hércules fue capturado y llevado de vuelta al Olimpo. Ares luchó otra vez en contra de los Vengadores que habían llegado a rescatar al cautivo Hércules, y este fue derrotado por Thor y el Caballero Negro.
Ares también luchó contra Namor el hombre submarino y Venus. Formó otra alianza con Plutón, y secuestró a Krista en un intento de fomentar la guerra entre el Olimpo y Asgard. También conspiró con Plutón y su propia hija, Hipólita para casarse con Hércules y a Venus con Hipólita y él mismo.
Se reveló que en la antigüedad, participó en la Guerra de Troya. Junto con Zeus, Ares formó una alianza con Odín contra los Eternos, y luchó contra el Eterno Ikaris.
Con frecuencia se enfrentó a equipos e individuos, mientras trabajaba como un villano, y continuó luchando contra héroes como los Vengadores.
El tío de Ares, Plutón, trató de aplastar el Olimpo con el ejército de los muertos, lo cual los lleva a una situación sin salida del cual los dioses y semidioses (incluyendo Hércules y Aquiles) no pudieron romper. En su desesperación por terminar con el sitio del Olimpo, Zeus invocó a su hijo Ares, quien derrotó al ejército de Hades casi sin ayuda. Esperando que esto le permitiera unirse a su clase en el Olimpo, Ares se decepcionó al escuchar a sus padres y los otros dioses menospreciar su naturaleza "cruda" y "deshonrosa". Abandonó a sus hermanos para vivir entre hombres mortales, pero aún no abandonó por completo su naturaleza divina.
Ares estaba cansado de su propio belicismo, se dio cuenta de que esto era el por qué los otros dioses lo despreciaban y decidió vivir una vida normal. Él renunció a su posición como dios de la guerra, pero mantuvo sus habilidades, armas, y la inmortalidad. En la Tierra, que estableció como un constructor / carpintero. Más tarde engendró un hijo con una mujer desconocida.
Después de los eventos de la historia de Civil War, Ms. Marvel y Iron Man reclutan a Ares como parte de los nuevos Poderosos Vengadores.Él juega un papel importante en la derrota de Ultron. Durante la Invasión Secreta, el hijo de Ares, Alexander, fue reclutado por los Secret Warriors de Nick Fury, por Daisy Johnson, para oponerse a la invasión Skrull en la ciudad de Nueva York.
Durante la historia Dark Reign, Ares se unió a los Vengadores Oscuros, el equipo personal de Vengadores de Norman Osborn.El escritor de la serie Dark Avengers, Brian Michael Bendis, describió el papel de Ares: "Ares va a ser muy importante en este libro. Él realmente se va a imponer y utilizará su mente de dios guerrero". Durante la primera misión de Dark Avengers, "Venom-Spidey" fue convertido en un monstruo por Morgan le Fay. Venom (bajo su control) intenta comerse a Ares. Este es escupido, pero es convertido en piedra por Morgana poco después. Él vuelve a la normalidad cuando Morgana es derrotada por el Dr. Doom en su propio tiempo. Más tarde, Ares recibe un aviso de absentismo escolar en el correo concerniente a su hijo. Tras decidir investigar lo mejor que puede, envía a Alex a la escuela, solo para descubrir a como sube al Scooter de Daisy Johnson para dirigirse a una nueva base de los Guerreros Secretos. Ares los sigue en su motocicleta y se abre camino a través de la pared. Cuando Hellfire intenta atacar, Ares lo despacha fácilmente y, a su manera silenciosa, Nick Fury y Ares piden una audiencia privada entre ellos. Ares se declara inusualmente como un padre horrible, pero solo busca criar a Alex de forma diferente a como él y su padre fueron criados. Luego deja el lugar pacíficamente, permitiéndole a Alex la oportunidad de no tener que esconder más su lealtad.
Cuando los Vengadores Oscuros y H.A.M.M.E.R. van a San Francisco para acabar con los disturbios, Ares estaba aplastando a un grupo de activistas pro-mutantes. Gambito lo desafió, pero fue acabado con facilidad. Rogue intentó absorber sus poderes pero resultó ser demasiado para ella, sin embargo se las arregla para debilitarlo. Danger, temiendo que Rogue se hiciera daño le arrojó Ares una ráfaga de energía, arrojándolo lejos de Rogue. Ella obtiene la mitad del poder de Ares como resultado. El trío luego toma un tanque de H.A.M.M.E.R. dejando a Ares sangrado.
Ares, ya recuperado de sus lesiones, se ve a sí mismo junto al ataque de los Dark Avengers en la nueva base de los X-Men Utopía (que fue construida de los restos del primer Asteroide M). Allí lucha contra varios X-Men hasta que se enfrenta con Danielle Moonstar. Los dos luchan y están igualados, Dani gana rápidamente la ventaja tras haber tomado algo de poder de Hela, la diosa de la muerte de Asgard. Con el tiempo, tanto él como su equipo de Vengadores se ven obligados a retirarse.
Antes de que comience el Asedio, se ve a Osborn tratando de convencer a Ares de que presente un plan para invadir Asgard, diciendo que Loki se ha hecho con el control. A pesar de que Osborn le promete a Ares que no pasa nada, Ares le dice a Osborn que si miente, él le "cortará la cabeza, la armadura y todo". Una vez que comienza el asedio de Asgard, a medida que la batalla se intensifica, Ares se encuentra luchando contra Balder y aprende de Heimdall acerca de los engaños de Osborn. Cuando Osborn despacha a Daken para encontrar a Maria Hill, es derrotado por Ares, quien jura matar a Osborn por sus mentiras. Sin embargo, Ares es repentinamente atacado por el Sentry y se produce una brutal batalla, en la cual Ares es herido mientras apenas hace daño a Sentry. La batalla llega a una conclusión violenta cuando el Sentry rompe a Ares por la mitad ante los ojos horrorizados de los combatientes de ambos lados. Alexander, después de enterarse de la muerte de su padre, recuerda un momento en que le preguntó a Ares si siempre estarían juntos, Ares respondió que, como son dioses, pueden ser asesinados, pero que "nunca morirán realmente" y le dice que él ha experimentado "esto muchas, muchas veces", haber estado "en el Hades y a través del Inframundo para despertar en la feria Fields of Elysium...". Ares le dice a Alexander que algún día morirá, pero le promete que siempre lo encontrará de nuevo.
Durante la historia de la Guerra del Caos, Ares es uno de los seres muertos liberados por Plutón para defender el Inframundo de las fuerzas de Amatsu-Mikaboshi, pero finalmente es derrotado y esclavizado físicamente por el Rey del Caos junto con sus padres caídos Zeus y Hera. A pesar de los ataques combinados del Escuadrón Dios recién formado, Ares está indemne y se enfrenta a Hércules en combate directo mientras Zeus y Hera luchan contra Galactus y los otros miembros del Escuadrón Dios. Ares finalmente regresó al inframundo con el resto de los muertos.
Como parte de All-New, All-Different Marvel, Ares y Alexander (que habían sido asesinados por Gorgon) se ven más tarde residiendo en los Campos Elíseos. Sin embargo, Ares es secuestrado y resucitado a la fuerza por agentes de Maestro para servir como uno de los luchadores del Coleccionista en el nuevo Concurso de Campeones. Aunque Ares acepta estar de acuerdo con el torneo, Stick afirma que simplemente está esperando su momento hasta que encuentre una forma de matar al Coleccionista y al Maestro. Después de que el Maestro es derrotado, Ares decide viajar por el mundo con sus nuevos amigos, afirmando que desea tener una gran cantidad de nuevas aventuras para contarle a Fobos cuando regrese a los Campos Elíseos algún día.
Durante la historia del Imperio Secreto, Ares aparece como un miembro de los Campeones de Europa junto al Capitán Britania, Excalibur, Guillotine, Outlaw y Peregrine.Junto a Chica Ardilla y Enigma, los Campeones de Europa liberan a París, Francia, de una fuerza de invasión de Hydra.
Poco después de la historia de La Guerra de los Reinos, se ve a Ares viendo a Shang-Chi y Sword Master entrenar en Flushing, Nueva York.Después de que Flushing se fusiona con otras ciudades asiáticas, del Pacífico y predominantemente asiáticas fuera de Asia con portales creados por Big Nguyen Company, Ares y su legión de soldados Dragonborn se enfrentan a Shang-Chi y Sword Master mientras el Dios de la Guerra quiere la espada mística de Lin Lie, Fuxi para sí mismo.Después de una breve lucha, Ares puede tomar la espada y revela sus planes de usar sus habilidades para matar dioses para matar a otro dios. Mientras él y sus soldados se van, Shang-Chi menosprecia a Ares por su cobardía y estupidez, comparándolo desfavorablemente con Chiyou, el dios chino de la guerra. Ares lleva la espada a un taller de reparación dirigido por su aliado enano Orgarb, un maestro herrero exiliado de Niðavellir; A pesar de los esfuerzos de Orgarb, Ares no puede activar el poder de la espada, como predijo Shang-Chi. Cuando Orgarb pregunta qué planea hacer Ares con la espada, Ares se niega a decírselo. Shang-Chi y Sword Master aparecen de repente y Shang revela el plan de Ares de matar a otro dios con la espada, sorprendiendo a Orgarb.Al ver que la magia de la espada solo puede ser invocada cuando la empuña Sword Master, Ares y Orgarb intentan secuestrar a Lin Lie por su sangre, solo para ser detenidos por Shang-Chi, quien usa la espada (sin activar su poder) para romper el martillo de Ares, impresionando al olímpico. Shang-Chi hace un compromiso con Ares: a cambio de que Shang-Chi y Sword Master lo ayuden, Ares usaría su divinidad para ayudar a encontrar al padre desaparecido de Lin Lie. Sword Master protesta, alegando que Ares es un dios maligno, pero Ares rechaza la acusación, señalando que las atrocidades cometidas por los "héroes" griegos Jasón y Cadmo contra su hijo, el drakon Ismenios, se realizaron sin el apoyo de los dioses. Ares acepta la oferta de Shang-Chi y revela que Ismenios había sido secuestrado. Creyendo que sólo alguien poderoso se arriesgaría a enojar al Dios de la Guerra, Ares esperaba usar la espada Fuxi para castigar al secuestrador de su hijo. Después de armarse en la armería de Ares en el South Bronx, los tres se dirigen a través de un Portal Pan desde Flushing a Madripoor, donde Ares les advierte sobre los dioses que residen allí.Debido a la habilidad de Lin Lie para resolver acertijos, el grupo finalmente encuentra a Ismenios encarcelado dentro de un templo madriporriano y Ares se reúne con su hijo. Sin embargo, la destrucción de la jaula de Ismenios por parte de Sword Master activa los guardias del dragón de piedra del templo y convoca a Davi Naka, la Diosa Madre de Madripoor.A pesar de los intentos de Shang-Chi de negociar, Ares, Ismenios y Sword Master atacan a Naka pero son fácilmente derrotados por la Diosa Madre. Naka explica su razonamiento detrás del secuestro de Ismenios: Ismenios intentó saquear el tesoro de la Atlántida durante la ausencia de su guardián, la serpiente marina, pero fue capturado por Namor. Debido a su deber de proteger a todos los dragones, Naka rescató a Ismenios de la ira de Namor y encarceló al joven dragón en su templo para su protección y aplacar a la Atlántida. Ares amonesta a su hijo por atacar el reino bajo la protección de su tío, Poseidón, pero rápidamente lo perdona al darse cuenta de que él habría hecho lo mismo. Descartar toda la terrible experiencia fue un malentendido y poner fin a su trato con Sword Master y Shang-Chi ya que ellos y la espada Fuxi no eran necesarios. Ares intenta salir del templo con Ismenios, pero Naka se lo impide. La diosa advierte al grupo que a pesar de sus esfuerzos, Atlantis todavía está indignada por la desaparición de su serpiente marina y les ordena encontrar al guardián desaparecido o enfrentar la ira del reino.

## Poderes y Habilidades
Ares pertenece a una raza de deidades interdimensionales conocidas únicamente como los Olímpicos. Posee los atributos físicos sobrehumanos básicos de un atleta olímpico, que incluyen fuerza, velocidad, agilidad, durabilidad, reflejos, factor de curación regenerativo e inmortalidad virtual sobrehumana, aunque algunos de sus poderes son sustancialmente mayores que los de la mayoría de los otros atletas olímpicos.
Como todos los olímpicos, Ares es sobrehumanamente fuerte, aunque mucho más que la mayoría de los de su raza.Entre los olímpicos, su fuerza física sólo es igualada por la de sus tíos, Neptuno y Plutón, y sólo es superada por su padre, Zeus, y su medio hermano, Hércules.El cuerpo y el metabolismo de Ares casi no generan toxinas de fatiga durante la actividad física, lo que le otorga una resistencia sobrehumana prácticamente inagotable en todas las actividades físicas. El cuerpo de Ares también es muy resistente a las lesiones físicas. Puede soportar grandes fuerzas de impacto, descargas de energía, temperaturas extremas y caídas desde grandes alturas sin sufrir lesiones. Sin embargo, como todos los demás atletas olímpicos, puede sufrir lesiones; Una vez, después de un extenso exilio autoimpuesto en el plano terrestre, Ares era físicamente lo suficientemente vulnerable como para ser herido y derribado por simples balas.Al mismo tiempo, se ha demostrado que Ares resistió recibir disparos a quemarropa con ametralladoras utilizadas por Máquina de Guerra.Ares es funcionalmente inmortal en el sentido de que es inmune a los efectos del envejecimiento y no ha envejecido desde que alcanzó la edad adulta. También es inmune a cualquier enfermedad o infección terrestre conocida.
Si bien no es tan hábil en magia como muchos de sus compañeros olímpicos, y carece de la capacidad de volar,proyectar energíay teletransportarse,como dios olímpico, Ares tiene el potencial de usar magia.Ares puede sentir la presencia de otros dioses, demonios y el uso de la magia, llamar a otros dioses y transportarse al Olimpo y a la Tierra a voluntad en ciertas ocasiones (como abandonar su posición como Dios de Guerra para llevar una vida mortal, o cuando se retira al Olimpo después de que Hércules lo hiriera en una feroz batalla con Kyknos).Sin embargo, ni su magia rudimentaria ni sus habilidades naturales olímpicas fueron capaces de abrumar a Morgan le Fay, instruido por Merlín, o evitar que la maestra de las artes místicas lo transmutara fácilmente en piedra.
Es, como corresponde a su condición de dios olímpico de la guerra, un formidable combatiente cuerpo a cuerpo,que posee habilidades de lucha superiores incluso a las de su padre Zeus y su hermana Atenea; Nate Grey lo describió como "la guerra personificada, en todos los planos... en cada futuro" y admite que ni siquiera él puede encontrar nada para contrarrestar a alguien como Ares; Cuando Nate se escondió a sí mismo y a Mimic "entre el tiempo", Ares pudo atravesar el tejido del tiempo mismo para alcanzarlo y dominarlo (afirmando que eso no podía "limitarlo"), el conflicto temporal envió ondas a través de las estrellas e interrumpió el corriente temporal misma.En otro caso, aparentemente sin ayuda, Ares pudo de alguna manera llevarse a sí mismo y a Alejandro a otra dimensión, donde muchos dioses de la Tierra, incluido el Consejo de los Padres del Cielo, se habían reunido para juzgar el valor de su hijo como el 'Dios del Miedo'.Ares también pudo crear de alguna manera a los pájaros de Estinfa devoradores de hombres "como una expresión perfecta de su propia esencia" hace años,y también pudo enviar a su hijo Monstro desde 1805 a través del tiempo hasta mediados del siglo XX. siglo como castigo por haber renunciado a la guerra y convertirlo en un gigante de veinte metros de altura.Ares también puede usar sus poderes para crear y manipular conflictos a voluntad.
También es un experto en numerosas armas,incluidas armas antiguas y armas de fuego convencionales y modernas. En sus apariciones anteriores, normalmente llevaba armas olímpicas como hachas de batalla, lanzas, espadas, dagas y una jabalina (que se ha dicho que al menos una vez es su arma "favorita"), pero su aparición más reciente lo muestra favoreciendo una mezcla de armas antiguas, como la mandíbula de un asno, y armas modernas, como gases, rayos, armas de fuego y explosivos de gran potencia, así como las "balas de sangre de hidra", que contienen la sangre letal de una hidra de Lerna . Es un aficionado, experto y coleccionista de los instrumentos y métodos más inusuales para matar, además de estar bien versado en tortura, interrogatorios y tácticas de combate.

## Recepción

### Elogios
- En 2012, IGN clasificó a Ares en el puesto 39 en su lista de los "50 mejores vengadores".[68]
- En 2019, CBR.com clasificó a Ares en el sexto lugar en su lista "Marvel Comics: Los 10 atletas olímpicos más poderosos".[69]
- En 2021, CBR.com clasificó a Ares en el séptimo lugar en su lista "Marvel: 10 atletas olímpicos más poderosos".[70]
- En 2022, Sportskeeda clasificó a Ares en el quinto lugar en su lista de los "10 mejores dioses griegos de los cómics de Marvel".[67]
- En 2022, Screen Rant clasificó a Ares en el décimo lugar en su lista de "10 dioses de Marvel Comics que deberían unirse al MCU a continuación",[71]lo incluyó en su lista de "10 villanos de Hércules más poderosos en Marvel Comics",[72]y lo incluyó en su lista de los "10 dioses olímpicos más poderosos de los cómics de Marvel".[65]
- En 2022, CBR.com clasificó a Ares en el tercer lugar en su lista de los "10 villanos más fuertes del Caballero Negro"[73]y en el octavo en su lista de los "10 Vengadores más aterradores".[20]

## Otras versiones

### Age of Ultron
En la historia de Age of Ultron, la realidad que se formó de Wolverine y Mujer Invisible matando a Henry Pym para evitar la creación de Ultron muestra que Ares se ha convertido en el nuevo Doctor Doom después de que el original murió y está comprometido con Morgan le Fay donde han conquistado la mitad el planeta. Hipólita derrota a Ares y recupera el mando de las amazonas (que fueron sometidas por Ares).

## En otros medios

### Televisión
- Ares aparece en The Marvel Super Heroes, episodio, "El Veredicto de Zeus".
- Ares aparece en la cuarta temporada de Avengers: Secret Wars, con la voz de Trevor Devall.[75]En el episodio, "El Increíble Herc", él persigue a Hércules como parte de su complot para robar la Llave de Tártaro de él, hasta ser derrotado por los Nuevos Vengadores. En el episodio, "La Ciudadela", se encuentra en Battleworld, con Hombre Absorbente, Crimson Widow y M.O.D.O.K. formados por Beyonder para traer a Iron Man y el Capitán América. En una pelea fingida entre ellos, llegan para destruirlos, pero al fracasar, son lanzados por Beyonder, y Ares sabe que es el único en no ser lanzado, al escuchar que lo quiere para otras cosas. En el episodio, "El Páramo", es enviado junto con un ejército de Ghost Riders para atacar a los Vengadores en destruir el Bifrost. Al saber que los engañaron, Ares es desafiado por ellos.
- Ares aparece en Marvel Future Avengers, con la voz de Masami Iwasaki en japonés y J. B. Blanc en el doblaje en inglés.[76]Esta versión es un miembro de los Maestros del Mal.

### Videojuegos
- Ares es un personaje desbloqueable en el juego de Facebook Marvel: Avengers Alliance.[77]
- Ares es un personaje jugable en el juego móvil Marvel Puzzle Quest.[78]
- Ares aparece en Lego Marvel's Avengers.[79]
- Ares aparece como jefe en Marvel Future Revolution.[80]